# APTOS
APTOS（アプトス）は、アドソル日進が提供するシステム基盤ソリューションで、「Advanced Print TOGO Output Solution」の略称である。APTOSの市場ターゲットは、その名のとおり「Output(帳票・レポート・BIツール)」のコントロールに関する基盤ソリューションとなっている。2015年9月現在の最新バージョンは3.0である。

## 製品一覧
APTOSの製品群は、大きく分けると以下の5つのラインナップによって構成される。
- APTOS for メインフレーム／オフコン
- APTOS for オープンシステム
- APTOS for 帳票基盤
- APTOS for 電子帳票／BI
- APTOS for FAX

## 製品構成
- APTOS for メインフレーム／オフコン 
富士通・IBM・日立製作所のメインフレーム、及び富士通・IBM・日本電気のオフコンに対応している。これらメインフレーム／オフコンからチャネルプリンタなどに出力される帳票データを帳票ミドルウェアツールに取り込める形式にデータ変換（文字コード変換・フォーマット変換）し、連携する。
- APTOS for オープンシステム 
エンタープライズ・ミドルレンジ向けのERP/SCM/CRM/SFAなどのパッケージ、スクラッチ開発のオープンシステムに対応している。帳票データのテキスト連携、API連携、DB連携に関する開発フレームワークを提供する。
- APTOS for 帳票基盤 
SVFなどの帳票ミドルウェアツールの基盤構築に対応している。帳票ミドルウェアツール単体で不足する各種運用ツール、履歴管理機能などのエンタープライズ向け運用フレームワークを提供する。
- APTOS for 電子帳票／BI 
インテック・JFEシステムズ・富士通・日立ソフトウェア・NTTデータビジネスブレインズの提供する電子帳票、SAP・ウイングアークテクノロジーズ・コグノスの提供するBIツールに対応している。帳票ミドルウェアツールの生成する帳票データを各ツール形式にデータ変換し、連携するアプリケーションを提供する。
- APTOS for FAX 
NTTコミュニケーションズ・ネクスウェイの提供するASP FAXサービス、キヤノン情報システムズ・マクニカの提供するFAX送信システムに対応している。帳票ミドルウェアツールの生成する帳票データを各FAX送信形式にデータ変換し、連携するアプリケーションを提供する。

これらAPTOSの製品群は、標準の帳票ミドルウェアツールとしてウイングアークテクノロジーズのSVFを採用している。アークテクチャ上組み込み可能な帳票ミドルウェアツールは下記のとおりである。
- EUR：日立製作所
- Interstage ListCreator/ListWorks：富士通
- DURL/XRF：ユニリタ